# Долгомостовский сельсовет
Долгомостовский сельсовет — сельское поселение в Абанском районе Красноярского края.
Административный центр — село Долгий Мост.

## Население
| 2010  | 2012  | 2013  | 2014  | 2015  | 2016  | 2017  |
| ----- | ----- | ----- | ----- | ----- | ----- | ----- |
| 2400  | ↘2333 | ↘2313 | ↘2279 | ↘2212 | ↘2197 | ↘2169 |
| 2018  | 2019  | 2020  | 2021  |       |       |       |
| ↘2110 | ↘2069 | ↘2046 | ↘2012 |       |       |       |

## Состав сельского поселения
| № | Населённый пункт | Тип населённого пункта       | Население |
| - | ---------------- | ---------------------------- | --------- |
| 1 | Долгий Мост      | село, административный центр | ↘2254     |
| 2 | Лазарево         | деревня                      | ↘146      |

В 2001 году упразднены посёлки Перспективный и Солнечный.

## Местное самоуправление
Долгомостовский сельский Совет депутатов
Дата избрания:14.03.2010. Срок полномочий: 5 лет. Количество депутатов: 10
Глава муниципального образования
- Шишлянникова Нина Ивановна. Дата избрания: 14.03.2010. Срок полномочий: 5 лет